# Joystick-Pilot
Ein Joystick-Pilot (engl. joystick pilot) ist ein Pilot, der ein dazu geeignetes Luftfahrzeug von außerhalb aus einem Steuerungszentrum steuert oder dazu berechtigt ist. Bei den ferngesteuerten Luftfahrzeugen handelt es sich meist um sog. Drohnen (engl. UAV, UAS oder UCAV).
Dieser Beruf nimmt seit dem Irakkrieg eine zunehmend wichtige Rolle im Bereich der Luftstreitkräfte ein. Die US Air Force bildet im Jahre 2009 erstmals mehr Joystick-Piloten aus als Piloten für Jagdflugzeuge und Bomber.